# I Saw Red
I Saw Red è un singolo del gruppo musicale statunitense Warrant, il secondo estratto dal loro secondo album in studio Cherry Pie nel 1990.
Il brano fu uno dei maggiori successi in classifica del gruppo. Raggiunse il decimo posto della Billboard Hot 100 e la quattordicesima posizione della Mainstream Rock Songs.

## Il brano
La canzone è stata ispirata da una vera storia di tradimento. Venne composta dopo che Jani Lane sorprese la sua ragazza di allora a letto con il migliore amico, provocando un esaurimento nervoso al cantante e il conseguente ritardo nella pubblicazione del primo disco dei Warrant, Dirty Rotten Filthy Stinking Rich.

## Tracce
1. I Saw Red – 3:46
2. I Saw Red (acoustic version) – 3:45

## Classifiche
| Classifica (1991)             | Posizione massima |
| ----------------------------- | ----------------- |
| Australia                     | 36                |
| Canada                        | 17                |
| Stati Uniti                   | 10                |
| Stati Uniti (mainstream rock) | 14                |
| Stati Uniti (radio)           | 30                |